# Différences liées au sexe dans la schizophrénie
Vous pouvez aider à l'améliorer ou bien discuter des problèmes sur sa page de discussion.
- Le fond est à vérifier. Si vous venez d’apposer le bandeau, merci d’indiquer ici les points à vérifier. (Marqué depuis janvier 2020)
- Il n'est pas vérifiable et peut contenir des informations totalement erronées. Il est fortement conseillé aux contributeurs d'étayer son contenu par des sources fiables. Sans cela, sa suppression pourrait être envisagée. (si vous venez d'apposer le bandeau, veuillez cliquer sur ce lien pour créer la discussion et en afficher les indications). (Marqué depuis janvier 2020)
- Il peut contenir un travail inédit ou des déclarations non vérifiées. Vous pouvez l’améliorer en ajoutant des références. (Marqué depuis janvier 2020)

- Archive Wikiwix
- Bing
- Cairn
- DuckDuckGo
- E. Universalis
- Gallica
- Google
- G. Books
- G. News
- G. Scholar
- Persée
- Qwant
- (zh) Baidu
- (ru) Yandex
- (wd) trouver des œuvres sur Wikidata

Vous pouvez aider à l'améliorer ou bien discuter des problèmes sur sa page de discussion.
- Il ne cite pas suffisamment ses sources. Vous pouvez indiquer les passages à sourcer avec {{référence nécessaire}} ou {{Référence souhaitée}}, et inclure les références utiles en les liant aux notes de bas de page. (Marqué depuis janvier 2020)

- Archive Wikiwix
- Bing
- Cairn
- DuckDuckGo
- E. Universalis
- Gallica
- Google
- G. Books
- G. News
- G. Scholar
- Persée
- Qwant
- (zh) Baidu
- (ru) Yandex
- (wd) trouver des œuvres sur Wikidata

L'influence du sexe dans la schizophrénie est un champ d'étude en médecine et psychologie,,. Les hommes et les femmes montrent des différences au niveau de l'impact, de la prévalence, de l'âge de début de maladie, de l'expression des symptômes et de la réponse aux traitements,,. Des analyses récentes suggèrent qu'une meilleure compréhension de l'implication des différences entre sexes pourrait aider à développer des traitements individualisés à la maladie,.

## Considérations cliniques
Selon le DSM-5, les femmes ayant un diagnostic de schizophrénie sont plus susceptibles que les hommes de ressentir les premiers symptômes majeurs de la maladie à un âge plus avancé. Elles manifestent souvent plus d'émotions et de symptômes psychotiques, alors que les hommes ont tendance à avoir plus de symptômes de désorganisation et de schizophrénie négatifs. Les femmes ont tendance à montrer une aggravation des symptômes psychotiques à mesure qu'elles vieillissent tandis que les hommes ont tendance à subir un plus grand préjudice social.[réf. nécessaire]
Bien que ces tendances ont été observées, les hommes et les femmes présentant cette maladie peuvent s'éloigner significativement de ce qui correspond généralement aux sympômes associés à leur sexe, tout en restant dans les critères du diagnostic de schizophrénie.

## Développement

### Différences entre les sexes dans l'enfance
Les enfants diagnostiqués avec schizophrénie infantile, une forme rare de la schizophrénie avec une apparition de symptômes psychotiques avant l'adolescence, présentent très peu de différences selon le sexe. Chez les garçons, les premières manifestations ont tendance à apparaître à un âge plus jeune d'environ un an. Les femmes ont tendance à avoir des scores plus faibles au QI verbal à cet âge.

### Différences entre les sexes concernant l'apparition des symptômes au cours de la vie de jeune adulte
L'apparition des premiers signes est plus fréquent pour les hommes et les femmes, entre la fin de l'adolescence et le milieu de la trentaine. Les femmes sont plus sujettes à faire l'expérience de leur premier épisode psychotique à l'approche de leurs 20 ans, et les hommes vers 25 ans.

### Prévalence chez les femmes pendant l'âge moyen
Au cours de l'âge moyen, plus de femmes que d'hommes souffrent de schizophrénie. La raison de ce phénomène est inconnue. Les théories comprennent le vieillissement du cerveau pour expliquer la latence d'apparition chez les femmes comparativement aux hommes, mais aussi l'hormone de l'épuisement au cours de la ménopause, citant la nature anti-psychotique de l'œstrogène.

### Mariage et maternité
La plupart des hommes diagnostiqués avec schizophrénie ne se marient pas et ont des réseaux sociaux limités. Les femmes avec un diagnostic de schizophrénie, en particulier dans les cas de survenue tardive, sont plus susceptibles que les hommes d'être mariées.
Les femmes avec un diagnostic de schizophrénie ont tendance à avoir moins de descendants que celles qui ne sont pas touchées ; toutefois, cette différence est moins marquée que celle des hommes. Cependant, les femmes avec un diagnostic de schizophrénie font plus souvent l'expérience de pressions issues de leur communauté pour ne pas avoir d'enfants en raison de leurs troubles mentaux.

## Hospitalisation
La première admission à l'hôpital des personnes avec schizophrénie a tendance à être à un plus jeune âge chez les hommes que chez les femmes, indépendamment de l'âge du début de la maladie. Les premières manifestations de la schizophrénie peuvent apparaître au même âge chez les deux sexes, mais le temps qui s'écoule entre le début de la maladie et la date de la première admission à l'hôpital est beaucoup plus courte chez les hommes que chez les femmes. Les différences entre les sexes concernant l'âge de la première admission à l'hôpital sont généralement dues à une apparition plus soudaine de la maladie chez les femmes.

## Consommation du tabac
Le tabagisme est plus répandu chez les personnes avec schizophrénie (80 %) que dans la population générale (20 %). Le sexe masculin est plus vulnérable à l'influence de la maladie sur le tabagisme.

## Performance cognitive et phénotype
Il existe des différences cognitives entre les hommes et les femmes schizophrènes. Les patients homme ont une association négative significative entre les variables cognitives et les scores de l'ESPN (symptôme négatif de l'échelle)[réf. nécessaire]. La diminution significative de la mémoire immédiate et la mémoire lente, le langage et le total des scores du RBANS ont été observés chez les personnes schizophrènes pour les deux sexes. Les hommes ont une plus faible mémoire immédiate, mémoire différée, et un plus faible total des scores RBANS que les femmes, bien que cette différence entre les sexes a également été observée dans le groupe de contrôle sans schizophrénie. Chez les femmes, il y avait des corrélations positives entre les symptômes positifs de l'échelle et la mémoire immédiate, visuo-spatiale, et le score total. Les indices de l'attention et du langage étaient négativement associés avec les échelles de symptômes. Un faible niveau éducatif, des symptômes négatifs plus importants, un âge plus avancé et le fait d'être un homme ont été associés à des troubles cognitifs dans la schizophrénie.

## Rôles de genre
Les différents genres présentent souvent ce qui a été appelé l'inversion des rôles parce que chaque genre présente des caractéristiques opposées à leur stéréotypée du rôle de genre. Les études les plus récentes ne confirment pas cette hypothèse.
De récents travaux de recherche ont trouvé des tendances en utilisant le genre non-biologique pour séparer les personnes avec un diagnostic de schizophrénie.